# Sisebuto
Sisebuto (muerto en febrero de 621) fue rey de los visigodos (primavera de 612 – febrero de 621) y sucedió a Gundemaro. Probablemente pertenecía a la misma tendencia nobiliaria que su antecesor. A Sisebuto hay que atribuir la construcción de la iglesia de Santa Leocadia en Toledo, que más tarde fue sede de cuatro concilios.

## Biografía
Conocemos algunas de sus características personales: desaprobaba el teatro (al parecer en la época estaba mal considerado al menos entre los católicos, pues Isidoro de Sevilla también lo desaprobaba) y en una carta reprende al obispo Eusebio de Tarraco (que ya aparece como obispo en el sínodo provincial de la Tarraconense del 614) por su afición al arte escénico.
Sabemos que designaba obispos, pues en la misma carta en que reprendía a Eusebio, ordenaba a éste, como metropolitano, que consagrara obispo de Barcino al portador de la carta. Era contrario a que los obispos entraran en monasterios, ya que cuando Cecilio de Mentesa quiso hacerlo (seguramente después de su liberación por los bizantinos) fue duramente reprendido por el rey, quien además expuso su punto de vista a otros obispos que hizo llamar al efecto. En cambio trató afectuosamente a su hijo Teudila que había ingresado en un monasterio. Sisebuto participó en la política internacional de la época, intentando (sin el menor éxito) convertir al catolicismo al rey lombardo Adaloaldo (hijo del rey Agilulfo), que era arriano (gobernó del 616 al 626).
En el año 619 se convocó un sínodo provincial de la Bética en Sevilla, en la Iglesia del Sagrado Corazón,[cita requerida] presidido por el obispo Isidoro. Asistió al acto un funcionario con el título de Viri Illustris y el cargo de Rector rerum fiscalium, que probablemente era el delegado del comes patrimonii en la Bética, el cual tenía un nombre godo (Suanila), lo que indicaría que algunos godos empezaban a asumir funciones que antes solamente habían desarrollado los hispanorromanos. También asistió otro Vir Ilustre, al que se hace referencia como rector rerum publicarum, llamado Sisisclo, que se cree debía ser el conde local (o el dux provincial) y se ocupaba de algunas cuestiones disciplinarias y organizativas, de los errores en el derecho canónico del fallecido obispo de Córdoba, Agapius (fallecido en 619), y de los herejes acéfalos (una versión extremista de los monofisitas), que estaban dirigidos al parecer por un sirio llamado Gregorio, convertido posteriormente al catolicismo por Isidoro, que afirma que había dos naturalezas en Jesucristo y que la naturaleza de la divinidad no podía sufrir.
Sisebuto murió en febrero del 621 en Toledo en extrañas circunstancias (se cree fue envenenado) y fue sucedido por su hijo Recaredo II.
Como escritor gozó de cierta fama debido a un poema sobre los eclipses (la llamada Epistula sisebuti) y a su obra Vida y pasión de San Desiderio, en la cual narra la vida del santo galo, que fue ejecutado hacia el 606 o 607 por orden del rey Teodorico de Borgoña y de su abuela la visigoda Brunegilda, ambos enemigos de diversos reyes visigodos.

## Campañas militares

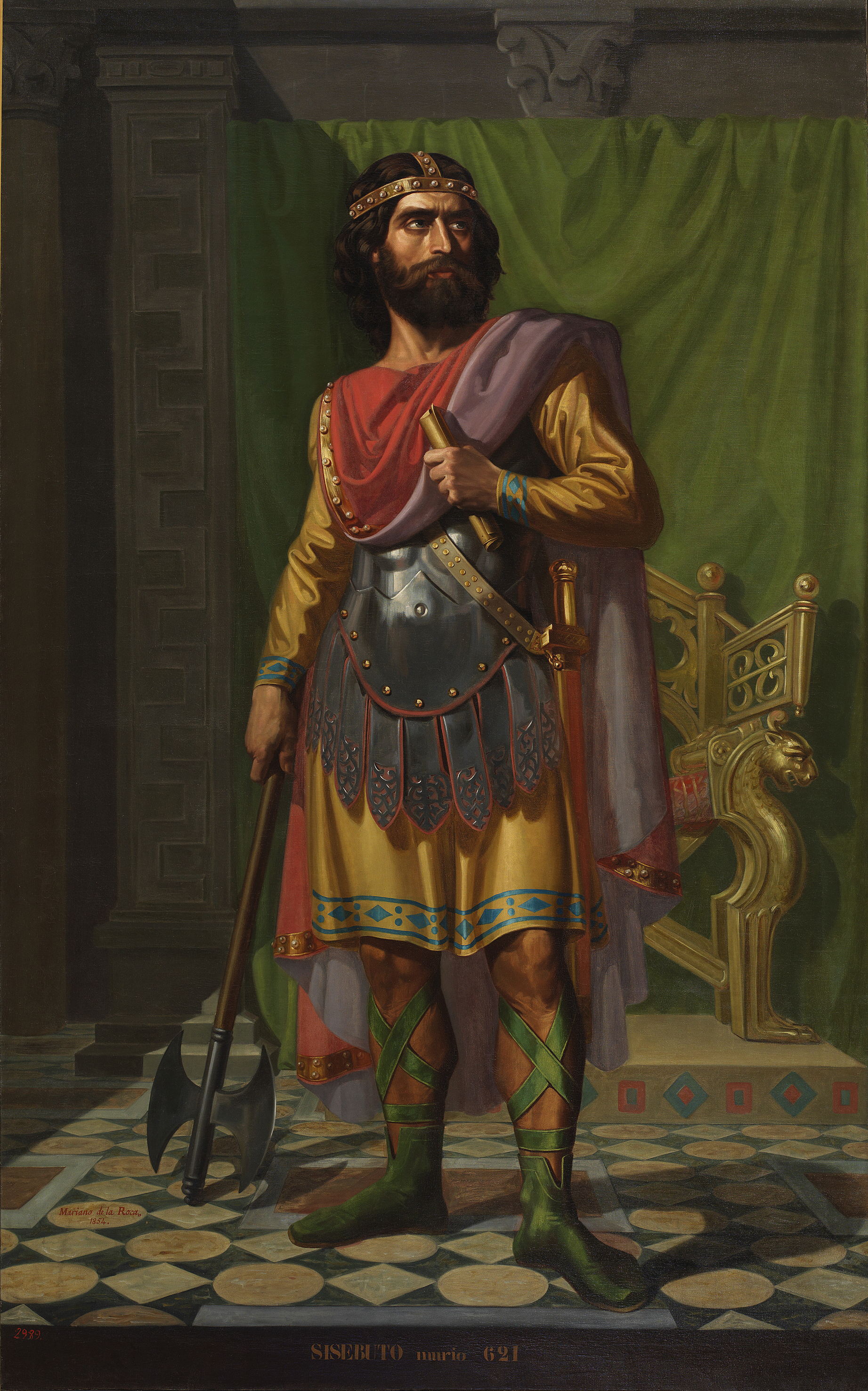
Retrato imaginario de Sisebuto en el Museo del Prado, obra de Mariano de la Roca y Delgado

Casi inmediatamente de acceder al trono debieron de rebelarse los astures, pero Riquila, conde o Thiufadi, los sometió rápidamente, aunque probablemente sin lograr dominar por completo las inaccesibles montañas asturianas. Otro general, Suintila, futuro rey, dominó a la tribu de los rocones o runcones, refugiados en sus montañas, que probablemente era una tribu cántabra identificada con la tribu de los runcones con la que había combatido el rey suevo Miro en el año 572.

En el año 650 de la Era, segundo del reinado de Heraclio, Sisebuto envió un ejército al mando de uno de sus generales, Richilano, contra los astures que se habían rebelado
Isidoro de Sevilla, Historia de regibus Gothorum, Vandalorum et Suevorum, 20

Probablemente también hubo revueltas en Cantabria (¿612?), y los vascones prosiguieron su actividad saqueadora, pues al año siguiente (613) Sisebuto se embarcó (no sabemos dónde) en una flota visigoda de reciente creación (que se compondría de unos pocos barcos) y desembarcó en las costas de Cantabria y Autrigonia, del País Vasco, Vardulia y Caristia para combatir a cántabros y vascones, sin que sepamos el resultado de los combates, aunque es seguro que no lograron dominar por completo las zonas montañosas de Cantabria y seguramente tampoco pudieron controlar totalmente a los vascones.
En los años 611 y 612 (2 de agosto de 612), algunos eclipses fueron visibles en diversas partes de Hispania, y seguramente la ignorancia del pueblo propició un renacimiento de prácticas paganas y supersticiones sobre malos augurios en su reinado, aún bastante extendidas en el campo y mayoritarias en determinadas zonas como Asturias, Cantabria y Vasconia. Por eso, mientras estaba en campaña en Cantabria o en Vasconia, en el 613, Sisebuto compuso un notable y culto poema sobre los eclipses que dirigió al obispo de Sevilla Isidoro. El poema se titula Astronomicon y consta de cincuenta y cinco versos hexámetros latinos. Ahí el rey se desahoga de sus inquietudes contra los revoltosos:

No escuchamos sino el ruido importuno del hierro y los gritos de miles de soldados; las arengas de los generales nos enardecen y en el foro resuenan clamores de guerra. Suenan las trompetas y conseguimos volar pasando el mar; el vascón desde las nieves y el cántabro en sus montañas no nos dejan reposo alguno, y es precisamente a Nos a quien se ordena ceñir con los laureles del Sol nuestra frente y trenzar, para Nos también, corona de yedra aún más augusta
At nos congeries obnubit turbida rerum ferratique premunt milleno milite curae, legifereque crepunt latrant fora clasica turbant. Et trans ocianum ferimus porro usque nivossus cum teneat Vasco nec parcat Cantaber orrens, En quibus indicas ut crinem frondea Foebi, succingant hedereve comas augustius umbrenten quos flammantem iubeas volitare per aethram…

El 13 de enero del 614 se reunió un Sínodo de la Tarraconense en Egara (actual Tarrasa), presidido por el metropolitano Eusebio, en el cual se confirmaron las decisiones del Sínodo de Osca (actual Huesca) del 598 sobre el celibato de los clérigos.
En 614 y 615 combatió contra los bizantinos, obteniendo diversas victorias, entre ellas una muy importante: la conquista de Málaga (en el Sínodo de Sevilla del 619 ya aparece en las actas el obispo de Málaga, Teodulfo). Parece ser que el gobernador bizantino Carsarius apeló al rey visigodo para que cesara la guerra y evitar que corriera más sangre católica, y Sisebuto, muy sensible a ese tema, le atendió, pues todo indica que en una tercera campaña hubiera logrado expulsar definitivamente a los bizantinos de Hispania. Carsarius liberó al obispo Caecilius de Mentesa (La Guardia de Jaén) al que tenía prisionero, y se acordó la paz. Las cuatro cartas que se conservan entre Carsarius y Sisebuto dan una idea de los procedimientos diplomáticos de la época.

## Política con respecto a los judíos

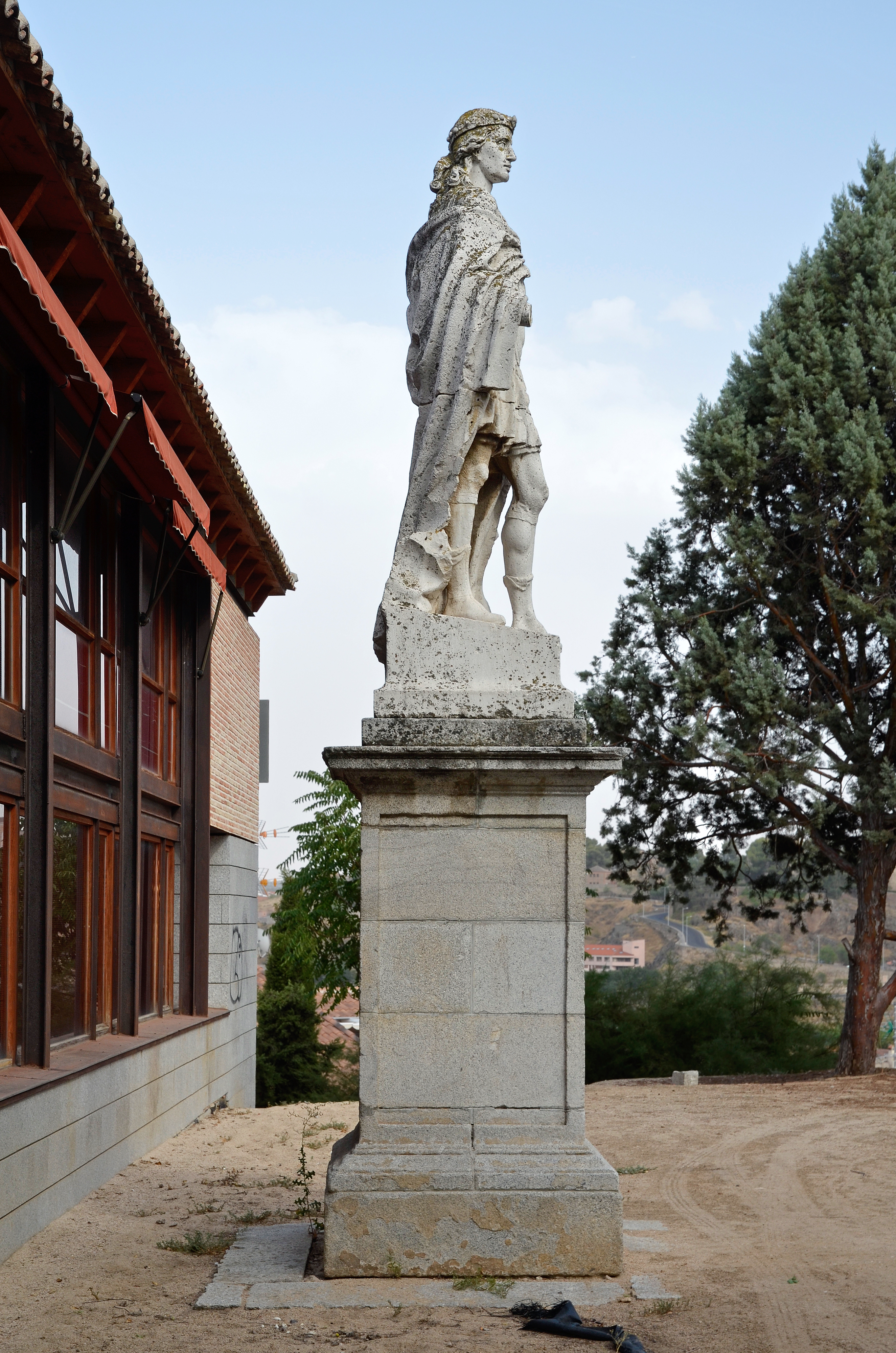
Estatua de Sisebuto, Toledo.

Con Sisebuto se inició una feroz persecución de los judíos. La primera norma legal sobre ello deriva de una ley, completada con una carta que fue enviada a tres obispos: Caecilius de Mentesa (Montiel), Agapius de Córdoba y Agapius de Tucci (Martos); asimismo iba dirigida a los jueces y sacerdotes de estas tres ciudades y de otras nueve de la Bética oriental y del sur de la Cartaginense. En la ley, el rey deploraba el incumplimiento de las normas de Recaredo sobre los judíos. Debió ser publicada casi al principio de su reinado, antes de julio de 612 (y probablemente en marzo o abril). La ley intentaba que ningún judío pudiera poseer esclavos cristianos, ni manumitidos bajo su patrocinio, e incluso promovía la idea de que ningún judío pudiera tener trabajadores a sueldo (aunque no llegó a ponerse en práctica); la ley preveía que los judíos deberían vender a cristianos y a un precio razonable a sus esclavos cristianos y sus propiedades (peculium). No podían venderlos a sus correligionarios en África o Francia, y la venta debía realizarse cerca del lugar de residencia; si el esclavo no poseía propiedades, el dueño debía proporcionarle alguna. El judío podía manumitir al esclavo, que en tal caso se convertía en ciudadano romano, sujeto a las leyes correspondientes, pero sin posibilidad de patrocinio por parte del antiguo amo judío. Las ventas ficticias eran castigadas severamente. La ley entraba en vigor el 1 de julio de 612 y si se descubría que después de esta fecha algún judío poseía un esclavo, se le confiscaría la mitad de sus propiedades y el esclavo sería liberado.
En cuanto a convertir a un cristiano al judaísmo, se agravaron de nuevo las penas (suavizadas por Recaredo) y, como en tiempos de Alarico II, el judío sería ejecutado y sus propiedades confiscadas. El converso al judaísmo que no quisiera volver a la fe católica, sería azotado públicamente, sufriría decalvación y sería entregado como esclavo a la corona o a alguien designado por el rey. Un judío que se casara con una católica (lo que era ilegal) y se negara a convertirse, sería desterrado de por vida, pero si se convertía al catolicismo, podría conservar sus bienes, incluyendo los esclavos. Finalmente el rey lanzaba una maldición sobre los futuros monarcas que no hicieran cumplir la ley. Al parecer, la ley de Sisebuto contó con la aprobación del officium palatino, pero el clero se mantuvo al margen.
Además de la ley se pusieron en práctica otras medidas por la mera orden real sin la apoyatura de una ley o un Concilio: los hijos de los matrimonios mixtos deberían ser bautizados como cristianos. Las conversiones forzadas se hicieron extensivas a algunos judíos hacia el 615, sin contar con la abierta aprobación de la Iglesia católica, que no obstante admitió los hechos consumados. Algunos judíos emigraron a Francia, pero parece que la mayoría permaneció en Hispania donde, pasado el furor inicial, la persecución disminuyó.
La política de conversiones forzosas, sin el apoyo del clero, trajo consigo un nuevo problema para el reino, tanto social como religioso: Los Pseudoconversos. Estas serían condenadas en el IV Concilio de Toledo (633) bajo el reinado de Sisenando.

## Obras. La política cultural de Sisebuto
Algunos reyes visigodos alcanzaron a manejar el latín escrito y aun literario. Si Recaredo dirigía en mal latín una carta al papa Gregorio Magno, Sisebuto, a quien consideraba San Isidoro de Sevilla litterarum ex parte imbutus resulta ser el más ilustre de los reyes letrados, incluso con su estilo "pesado, oscuro, retorcido y a menudo indescifrable". Sus cinco Epistulae han sido editadas por Juan Gil, así como su obra en prosa de mayor aliento, la Vita vel passio sancti Desiderii episcopi Viennensis, una narración del martirio de San Desiderio o Didier de Vienne, no exenta de intenciones políticas (atraerse la amistad del rey franco Clotario II), de en torno a 615.
Pero su obra maestra, en 61 correctos hexámetros, es el citado poema astronómico, que algunos llaman Carmen de luna (613) dedicado a Isidoro a propósito de su Liber rotarum o tratado De natura rerum y cuyo tema central es la descripción de un eclipse de Luna. La fuente principal parece ser Lucrecio. En esta obra declara su verdadero deseo de dejar la espada por la pluma, pues le fascinaba el estudio de las humanidades y las ciencias. 
Fue Sisebuto precisamente el que instigó a San Isidoro a escribir cuantas obras necesitaba para saciar su sed de conocimientos. Y así, José Carlos Martín Iglesias llega a afirmar que al impulso del monarca se debe que "a finales del 612 Isidoro tenga ya listo ese tratado de astronomía y geografía que es el De natura rerum, que no tiene nada que ver con toda su producción anterior y que anuncia ya al enciclopedista de los libros III, XIII y XIV de las Etimologías". Al impulso de Sisebuto se deben también la Chronica (una crónica universal del mundo desde la creación), las Historiae Gothorum, Vandalorum et Sueuorum (la primera historia nacional de la península ibérica), el De fide catholica contra Iudaeos (tratado de polémica religiosa en relación con la política antijudía de Sisebuto) y, sobre todo, la extraordinaria enciclopedia que son las Etymologiae, que habría conocido una primera edición hacia el final de la vida de Sisebuto y cuya dedicatoria aún se conserva en algunos manuscritos. También es posible que haya que poner asimismo en relación con Sisebuto los tres libros de las Sententiae "sobre los fundamentos dogmáticos de la religión cristiana y la actitud del cristiano ante el pecado, la obra que, junto con las Etimologías, proporcionó mayor gloria a Isidoro a lo largo de la Edad Media".
| Predecesor: Gundemaro | Rey de los Visigodos 612 – 621 | Sucesor: Recaredo II |